# Phaeoura belua
Phaeoura belua là một loài bướm đêm trong họ Geometridae.